# Juan Luis Cipriani
Juan Luis Cipriani Thorne (Lima, 28 de diciembre de 1943) es un cardenal católico y exjugador de baloncesto peruano, miembro del Opus Dei. Fue obispo auxiliar de Ayacucho entre 1988 y 1995; arzobispo de Ayacucho entre 1995 y 1999; y arzobispo de Lima, entre 1999 y 2019. Se le considera uno de los máximos exponentes del sector más conservador de la Iglesia católica peruana.
Como arzobispo de Lima, fue gran canciller de la Facultad de Teología Pontificia y Civil de Lima y, hasta su reforma estatutaria de 2016, de la Pontificia Universidad Católica del Perú.

## Biografía

### Familia
Juan Luis nació el 28 de diciembre de 1943, en la ciudad peruana de Lima. Hijo del médico oftalmólogo, Enrique Cipriani Vargas y de Isabel Thorne Larrabure; ambos supernumerarios del Opus Dei. Fue el cuarto de once hermanos, de los cuales tuvo como hermano al fallecido médico y catedrático Enrique Cipriani Thorne.
Su abuelo materno fue el banquero Rollin Thorne Sologuren, director del Banco Italiano de Lima durante más de 30 años. Asimismo, es bisnieto del diplomático, político, historiador y periodista Eugenio Larrabure y Unanue, descendiente del prócer del Perú republicano Hipólito Unanue, sobrino del ex ministro de Defensa Jaime Thorne León y primo de Alfredo Thorne, ex ministro de Economía y Finanzas durante el gobierno del presidente Pedro Pablo Kuczynski.

### Formación
Realizó su formación primaria en el Colegio Inmaculado Corazón (1948-1953), y la secundaria en el Colegio Santa María Marianistas; todos ellos centros educativos en Lima.
Trabajó como ingeniero en Lima (1967-1968) y en Cañete, en el Instituto Rural de Valle Grande (1968-1974).
En 1974, viajó a Europa, para estudiar en el Seminario Internacional del Opus Dei en Roma y en la Universidad de Navarra (España), donde obtuvo el doctorado en Teología.

### Ámbito deportivo
Cipriani desarrolló desde muy joven una intensa actividad deportiva, como jugador de baloncesto. Fue campeón interescolar peruano en el equipo del colegio Santa María de Lima (1960), así también, titular del equipo Social Lince, de la categoría superior del baloncesto peruano (1960). 
Fue integrante de la selección peruana que obtuvo el primer lugar en el campeonato bolivariano de Barranquilla (Colombia, 1961), integrante de la selección peruana que disputó el campeonato extraordinario Bolivariano en Cúcuta (Colombia, 1962).
En 1963, fue integrante de la selección peruana que realizó una tournée (gira) por Estados Unidos, con el técnico estadounidense McGregor, para perfeccionar el nivel deportivo del baloncesto peruano. Ese mismo año, fue integrante de la selección nacional subcampeona del Campeonato Sudamericano de Lima.
Luego, fue campeón universitario como integrante del equipo de la Universidad Nacional de Ingeniería (1965); en el equipo titular del club Social Lince, campeón de la categoría superior en 1965, 1966 y 1967. Fue integrante de la selección peruana que participó en los Juegos Panamericanos de Winnipeg (Canadá, 1967). 
En 1969, fue integrante de la selección peruana que disputó el Campeonato Sudamericano en Montevideo, cuando Argentina, Brasil, Uruguay y Perú lograron el primer lugar en igualdad de condiciones. Además, fue entrenador del club Social Lince y de la selección de baloncesto en la segunda mitad de los años 1960.

### Sacerdocio
El 10 de junio de 1962, pidió ser admitido en la Prelatura del Opus Dei.
Su ordenación sacerdotal fue el 21 de agosto de 1977, en la Basílica de San Miguel de Madrid.
Como sacerdote desempeñó los siguientes ministerios: 
- Profesor de Teología moral en la Facultad de Teología Pontificia y Civil de Lima.
- Director espiritual en el Seminario de Lima (1981-1983).
- Capellán y profesor de Ética Empresarial, en la Escuela de Dirección de Lima.
- Capellán y profesor de la Escuela Superior Montemar en Lima.
- Vicario regional del Opus Dei en el Perú y vicecanciller de la Universidad de Piura (1986-1988).

## Episcopado

### Ayacucho
El 23 de mayo de 1988, el papa Juan Pablo II lo nombró obispo titular de Turuzi y obispo auxiliar de Ayacucho (o Huamanga). Fue consagrado el 3 de julio del mismo año, en la Catedral de Lima; a manos del cardenal Juan Landázuri Ricketts OFM.
- Presidente de la Comisión Episcopal de Evangelización y Catequesis, en la Conferencia Episcopal Peruana (1988-1991).

El 31 de mayo de 1991, fue nombrado administrador apostólico de Ayacucho, y el 13 de mayo de 1995, nombrado arzobispo de la misma sede. Tomó posesión canónica durante una ceremonia en la Catedral de Ayacucho. El 29 de junio siguiente, en una ceremonia en la Basílica de San Pedro, recibió la imposición del palio arzobispal de manos del papa Juan Pablo II.
- Consultor de la Congregación para el Clero (1990-1999).

Ayudó a la recuperación de muchas iglesias ayacuchanas, reabrió el Seminario Mayor de Ayacucho y recuperó la celebración de la Misa todos los domingos en la Catedral. 
Mediador en el caso de la residencia del embajador japonés
El presidente Alberto Fujimori, lo nombró mediador para buscar una resolución pacífica y la liberación de los rehenes, en el caso de la toma de residencia la embajada de Japón en Lima, donde 14 emerretistas capturaron violentamente el 17 de diciembre de 1996 un gran número de rehenes, entre los que se encontraban el diplomático Francisco Tudela y Luis Giampietri. Luego de concretarse la Operación Chavín de Huántar, en conferencia de prensa, mostró su frustración porque no hubiera habido una solución pacífica.

### Arzobispo de Lima

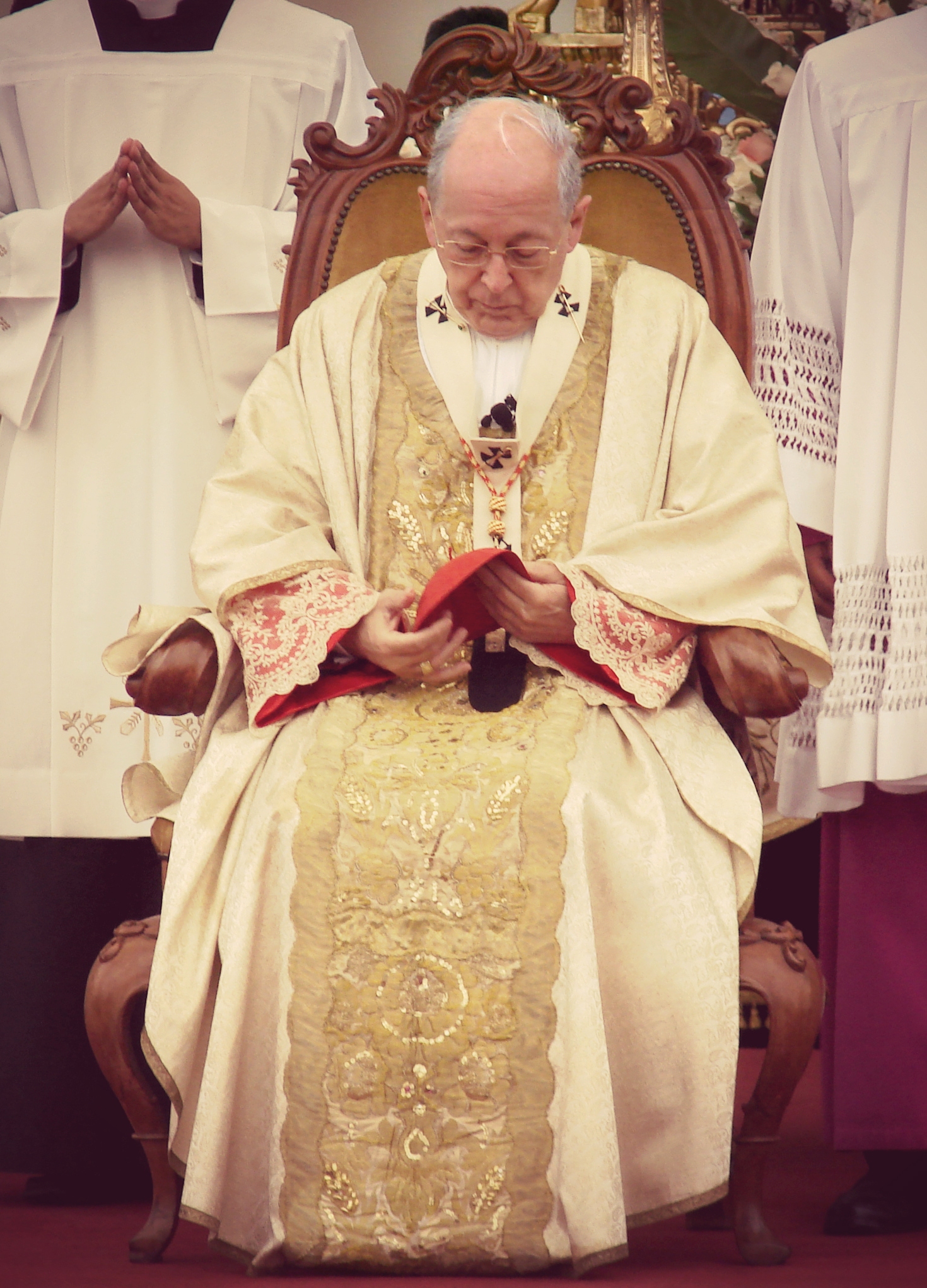
Cipriani orando en la cátedra (2006).

El 9 de enero de 1999, el papa Juan Pablo II lo nombró arzobispo de Lima y primado del Perú. Tomó posesión canónica el día 30 del mismo mes, durante una ceremonia en la Catedral de Lima. El 29 de junio siguiente, en una ceremonia en la Basílica de San Pedro, recibió la imposición del palio arzobispal, por segunda vez, de manos del papa Juan Pablo II.
Como arzobispo de Lima, fue gran canciller de la Facultad de Teología Pontificia y Civil de Lima y, hasta su reforma estatutaria de 2016, de la Pontificia Universidad Católica del Perú.
No obstante, en los primeros días de enero de 1999, a pesar de enfatizar su «independencia y autonomía», expresó públicamente su amistad con el entonces presidente Alberto Fujimori.
Entre 2001 y 2007, fue el religioso más influyente en las encuestas El Poder en el Perú.
Fue durante la gestión episcopal de Cipriani que explotaron las denuncias por distintos tipos de abuso al interior del Sodalicio de Vida Cristiana, sociedad de vida apostólica surgida en Lima y con importantes actividades en esa ciudad. Si bien los primeros reportes públicos por abusos en el Sodalicio ocurrieron en los años 2000 y 2001, el Arzobispado de Lima no realizó ningún pronunciamiento público hasta después de la publicación del libro Mitad monjes, mitad soldados de Pedro Salinas y Paola Ugaz de 2015. En 2011, Rocío Figueroa junto a tres exsodálites habían presentado una denuncia canónica por abuso sexual de menores contra Luis Fernando Figari, fundador del Sodalicio, ante el Tribunal Eclesiástico de la arquidiócesis de Lima; pero dicho proceso canónico no obtuvo resultado alguno. En noviembre de 2015, tras la publicación del libro, Cipriani declaró en su programa radial que él pedía "que Figari dé la cara a las denuncia contra él. [...] Tiene que afrontar la situación muy delicada y grave. Evidentemente, no podemos condenarlo sin la capacidad de defenderse, pero hay denuncias muy graves y claras. Tiene el derecho a la defensa". En la misma época, un grupo de exsodálites denunciantes de abusos denunciaron a monseñor Cipriani ante el Ministerio Público por supuesto encubrimiento, aunque esta acción no dio lugar a una investigación formal.[cita requerida]

#### Renuncia
En 2018, presentó su renuncia como lo establece el Código de Derecho Canónico. El 25 de enero de 2019, el papa Francisco aceptó su renuncia, como arzobispo de Lima, nombrando a su sucesor al mismo tiempo. Ejerció de administrador apostólico sede vacante hasta el 2 de marzo, día de la posesión de su sucesor.

## Cardenalato
Fue creado cardenal por el papa Juan Pablo II durante el consistorio del 21 de febrero de 2001, con el titulus de cardenal presbítero de San Camilo de Lelis. Fue el primer miembro del Opus Dei en recibir la dignidad cardenalicia. Tomó posesión formal de su Iglesia Titular el día 24 del mismo mes.
El día 15 de mayo de 2001, fue nombrado miembro de la Congregación para el Culto Divino y la Disciplina de los Sacramentos y de la Congregación para las Causas de los Santos. El 18 siguiente, fue nombrado consejero de la Pontificia Comisión para América Latina.
El 2 de abril de 2005, tras la muerte de Juan Pablo II, pierde sus cargos en los dicasterios de los que era miembro, de acuerdo con la constitución apostólica Pastor Bonus. Participó como cardenal elector que participó en el Cónclave que conducirá a la elección del papa Benedicto XVI, en el que fue uno de los probables sucesores al trono de Pedro; este último, el 21 de abril siguiente, renueva los nombramientos curiales del cardenal Cipriani donec aliter provideatur ("hasta que se disponga lo contrario").
Participó en la XI Asamblea General Ordinaria del Sínodo de los obispos, Ciudad del Vaticano (2-23 de octubre de 2005), siendo miembro de la comisión encargada de revisar las conclusiones del sínodo. Esa misma comisión se encargó de la preparación de la XI Asamblea General Ordinaria del Sínodo de los obispos, del 5 al 26 de octubre de 2008, sobre "La Palabra de Dios en la vida y misión de la Iglesia".

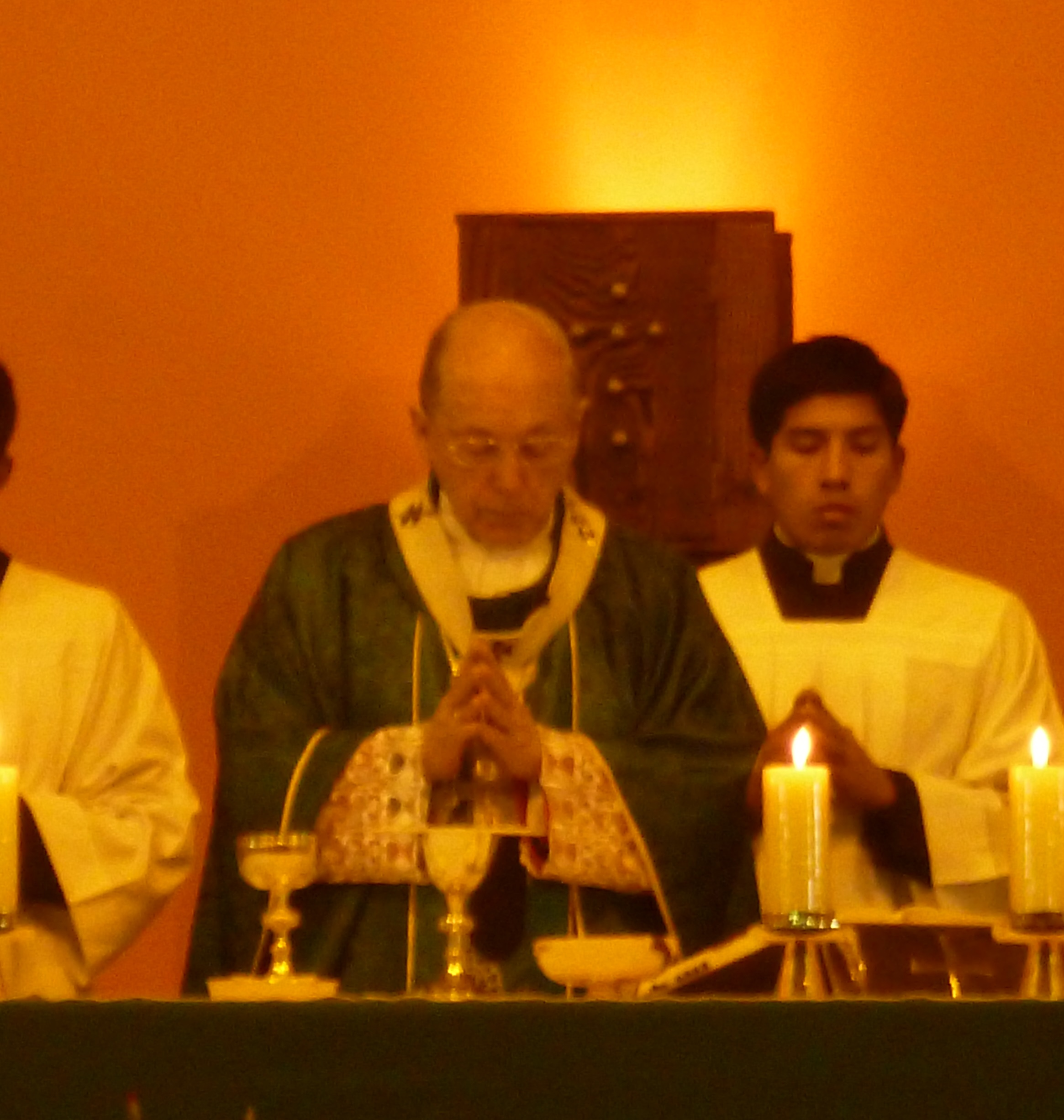
El cardenal Cipriani (2014).

Participó como elector en el cónclave de 2013 en el que fue elegido papa Jorge Mario Bergoglio.
El 27 de julio de 2016, fue confirmado como miembro de la Congregación para las Causas de los Santos in aliud quinquennium. El 6 de septiembre del mismo año, fue confirmado como miembro de la Congregación para el Culto Divino y la Disciplina de los Sacramentos, hasta 2022. El 20 de diciembre siguiente, fue confirmado como miembro de la Pontificia Comisión para América Latina in aliud quinquennium.
El 18 de enero de 2018, coordinó y recibió la visita del papa Francisco a Perú.
El 27 de julio de 2021 fue nombrado miembro de la Congregación para las Causas de los Santos usque ad octogesimum annum aetatis.
En 2023, cumplió 80 años, con lo cual perdió su participación en cualquier eventual cónclave. Sin embargo, según reveló el diario El País en enero de 2025,  ya desde 2019 Cipriani estaba impedido de participar en un eventual cónclave por decisión del papa Francisco.
En abril de 2025, Cipriani asistió brevemente al velorio del papa Francisco, pese a la sanción que lo confinaba a una residencia y limitaba sus apariciones públicas.

## Posiciones políticas y teológicas

### Época del terrorismo
Su labor episcopal en Ayacucho, la desempeñó durante la época de terrorismo en el Perú, en la cual se convirtió en una voz supuestamente intransigente a favor de la represión militar de la época. En 1991, afirmó que «la mayoría de las organizaciones de derechos humanos sólo están cubriendo las colas de los movimientos políticos, casi todos ellos marxistas y maoístas». En 1995, respaldó una legislación para proteger a los militares y policías peruanos del procesamiento por actividades realizadas como parte de la represión de los movimientos radicales.

P. ¿Qué opina sobre aquellas denuncias de violaciones sistemáticas de los derechos humanos?
R. Yo creo que estos organismos abusan y manipulan el concepto de derechos humanos. En segundo lugar, quien hace una denuncia debe firmarla e identificarse. Normalmente estas instituciones utilizan documentos que no tienen ni firma ni identificación de nadie… Lo que yo sostengo es que la proporción de errores o de abusos de los derechos humanos no es tal como anuncian estos organismos. Actualmente hay directivas claras que velan por el respeto a los derechos humanos, y por parte de la Iglesia hay un apoyo total para tratar de ayudar a aquellas personas que ni tienen medios para aclarar su reclamo.
P. ¿Ha recibido denuncias sobre desaparecidos?
R. S[í], pero en muchos casos se ha comprobado que se trata de gente que ha huido o que se ha enrolado en la subversión, e incluso, es posible que en algún enfrentamiento haya caído. No los hemos identificado. No es ese mi papel. No es común en mi arquidiócesis recibir denuncias sobre abusos, sin embargo, es curioso, me llegan de Austria, de Alemania, Bélgica, Inglaterra; cuatro o cinco cartas con una fecha muy similar de denuncias. Uno ve que existe claramente una campaña, un montaje. Esto no es honrado, no es transparente.
Entrevista en el diario El Peruano, 28 de abril de 1993.

Algunos sectores políticos le reprochan su comportamiento durante su gestión acusándole de negarle asistencia a las personas que fueron víctimas de la violencia, acusaciones que él siempre negó.[cita requerida]

### Pena de muerte
En octubre de 1992, tras la captura de Abimael Guzmán, líder de Sendero Luminoso, Cipriani se mostró favorable a la aplicación de la pena de muerte a ese líder terrorista. Asimismo, en julio de 1993, después de que un documento de la Conferencia Episcopal Peruana calificara la pena de muerte como un «pecado grave», monseñor Cipriani dijo: «No podemos permitir que el país no apoye la pena de muerte por el miedo, el miedo y la cobardía de unos pocos.... El mundo cambia día a día y no a favor de los cobardes. Estamos en una época de firmeza, claridad y hombría».

### Población LGBT+
En 1997, siendo Cipriani gran canciller de la Pontificia Universidad Católica del Perú (PUCP), prohibió a una organización de estudiantes homosexuales, Colectivo Paréntesis, por realizar eventos. Tenía un folleto titulado Identidad sexual: ¿es posible elegir?, preparado y distribuido. Describió la homosexualidad como una enfermedad curable.
Cipriani denunció periódicamente los esfuerzos por reconocer las relaciones entre personas del mismo sexo. En 2005, Cipriani comentó sobre la reciente legalización de las uniones entre personas del mismo sexo en España. Denunció la existencia de una campaña mundial y advirtió que al legalizar las uniones entre personas del mismo sexo se desfigura la sociedad. Dijo: "En el mundo de hoy, el mal se disfraza de bien, se impone a los demás y ¡ay de quien no lo acepte!". Pidió a los fieles que no se refieran a las relaciones que "no son entre un hombre y una mujer" como matrimonio. Dijo: "Llámalo como quieras, pero no vendas bienes estropeados, no trafiques en esa dictadura del relativismo moral en el que no hay nada bueno, sólo opiniones y tendencias de pensamiento". En 2013, se opuso a la legislación para crear uniones civiles entre personas del mismo sexo en Perú. Lo calificó de "una vieja estrategia" que "empieza por poner el zapato en la puerta con esta ley, y acaba pidiendo el matrimonio entre homosexuales". Dijo que todos son libres de celebrar contratos entre sí, "pero no es necesario empezar a hacer una caricatura del matrimonio y luego destruirlo".
En 2017, Cipriani se manifestó en contra del enfoque de género en la educación peruana y afirmó que «si seguimos con esta [farsa] (mujeres que pueden ser hombres y hombres que pueden ser mujeres), entonces démosle [a los niños caca] en lugar de carne».

### Comunión en la mano

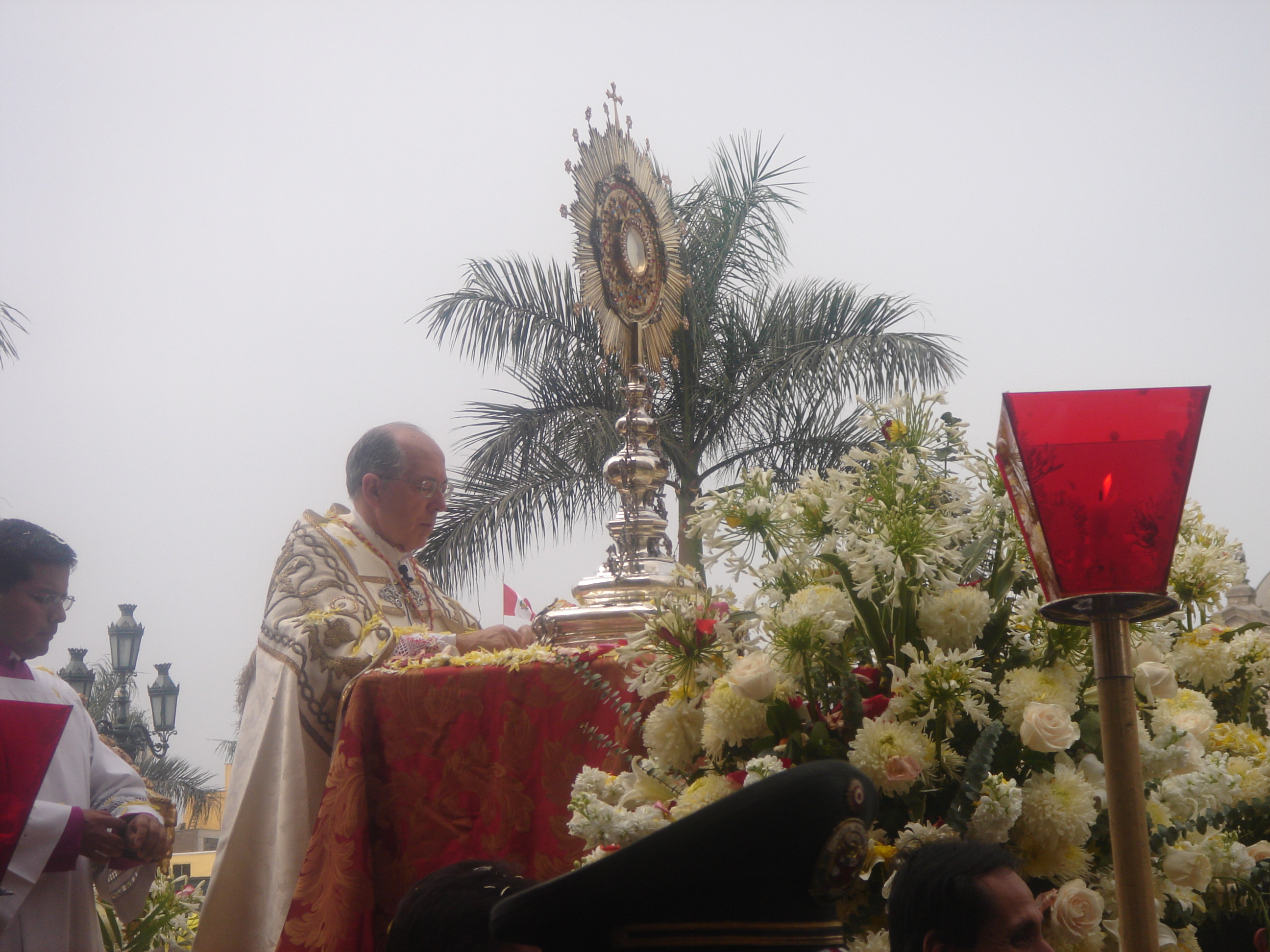
Cipriani en 2006, durante las celebración del Corpus Christi.

En abril de 2008, prohibió la práctica de recibir la Comunión en la mano, exigiendo en cambio que los fieles la recibieran en la lengua. Dijo que "la actitud relajada de muchos sacerdotes" es la culpable de la disminución del respeto a la Eucaristía entre los fieles.

### Aborto
Durante los últimos años de su episcopado y hasta su jubilación como arzobispo de Lima, Cipriani promovió la realización anual de la versión peruana de la manifestación conservadora provida denominado Marcha por la vida.
En una discusión televisada sobre el aborto en el programa Diálogos de fe, explicó: "Las estadísticas nos dicen que las niñas abortan, pero no es porque estas niñas hayan sido violadas, sino porque, muchas veces, la mujer se pone en exhibición provocadora". La arquidiócesis respondió a las críticas generalizadas a esa afirmación explicando que Cipriani estaba caracterizando la presentación inmodesta de las mujeres en la televisión.

## Controversias

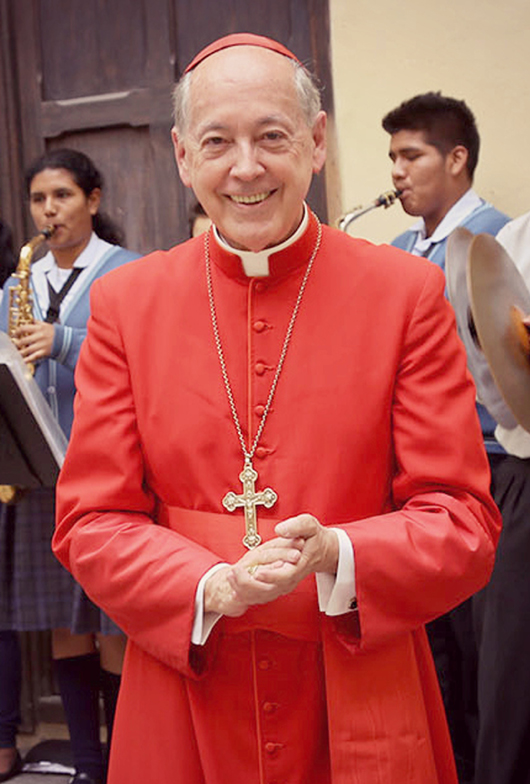
El cardenal Cipriani.

### Disputa sobre los estatutos de la PUCP
El religioso sostiene, basado en los pronunciamientos de la Santa Sede, que estos no se adecuan a la constitución apostólica Ex Corde Ecclesiae. Además, considera que un representante de la Iglesia Católica debería participar de una junta administradora perpetua que supervise el uso de los bienes dispuestos que la Universidad heredó de José de la Riva Agüero y Osma, tal como este lo dispuso en su testamento. Las autoridades de la Universidad se oponen porque consideran que una dicha junta lesionaría el goce de la propiedad de la Pontificia Universidad Católica del Perú (PUCP), al que debería ajustarse la disposición testamentaria. Hay quienes afirman que Cipriani pretendería ejercer una supervisión doctrinal ortodoxa de los contenidos enseñados en dicho centro de estudios, el cual se ha caracterizado por su apertura a posturas heterodoxas que la Santa Sede ha observado, en su momento, a la luz doctrina de la Iglesia. Esta etapa de conflicto entre la Pontificia Universidad Católica del Perú y el Arzobispado de Lima fue superado luego de la Reforma Estatutaria del 2016, cuando el mismo papa Francisco decidió resolver directamente el problema, lo que se tradujo en una reforma estatutaria que retiró al arzobispo de Lima como Gran Canciller (presidente honorario) de dicha casa de estudios, dicho cargo pasó a ser desempeñado por el prefecto de la Congregación para la Educación Católica, el cardenal italiano Giuseppe Versaldi.

### Acusación de abuso sexual
El 25 de enero de 2025, el diario español El País reveló que la salida de Cipriani de sus funciones episcopales en enero de 2019, casi de inmediato tras presentar su renuncia obligatoria al cumplir 75 años, estuvo relacionada con una denuncia recibida por la Santa Sede. Según esta denuncia, Cipriani habría cometido un presunto caso de abuso sexual en 1983, cuando ejercía como confesor del denunciante,quien en ese entonces era menor de edad. El denunciante asegura que Cipriani utilizaba la confesión para toquetearlo, meterle la mano debajo de la ropa y besarlo. Autoridades del Opus Dei de ese momento habrían tenido conocimiento de estas denuncias y las habrían encubierto.
La Red de Sobrevivientes de Perú señaló que el denunciante permanece en el anonimato por decisión propia. Debido a esta situación, la periodista Paola Ugaz lo apodó como la «Víctima de 1983». El escritor peruano Jaime Bayly, crítico acérrimo del cardenal, ya había dado cuenta de las acusaciones contra el prelado en 2021 mediante un relato con nombres en clave en que se refería a Cipriani bajo el seudónimo de «cardenal Cienfuegos» y a sus presuntas víctimas como los «hermanos Figueredo».
No existió un proceso canónico formal, sino que por decisión pontificia directa se le prohibió a Cipriani utilizar insignias cardenalicias y se le ordenó fijar una residencia fuera del Perú. Desde entonces, ha residido sucesivamente en Roma y Madrid. En respuesta a la revelación, el cardenal se pronunció confirmando las sanciones reportadas por el diario español, pero negando la veracidad del testimonio del denunciante. Cipriani sostuvo que «No he cometido ningún delito ni he abusado sexualmente de nadie ni en 1983, ni antes, ni después». Añadió que la decisión pontificia ocurrió sin escuchar sus descargos y sin informarle los detalles de la acusación, y que a partir de febrero del 2020 el papa Francisco le permitió reanudar labores pastorales. Manifestó su "rechazo y repulsa total a los abusos sexuales a menores y personas vulnerables, y reitero mi compromiso con la lucha de la Iglesia para erradicar esta lacra, siguiendo las indicaciones de Juan Pablo II, Benedicto XVI y el especial liderazgo del papa Francisco, poniendo en el centro a las víctimas." Asimismo, el actual vicario regional del Opus Dei en el Perú, Ángel Gómez-Hortigüela, reconoció haber conocido de la denuncia en 2018 y pidió perdón públicamente por haberse negado a reunirse con el denunciante en ese momento. Por su parte, el portavoz del Vaticano Matteo Bruni confirmó a Associated Press que varias sanciones "relacionadas con su actividad pública, lugar de residencia y uso de insignias" impuestas al cardenal se mantienen vigentes. Días después de la publicación, los periodistas Rosa María Palacios y Pedro Salinas revelaron que conocieron del caso en 2018, consideraron verosímil el testimonio y actuaron como mediadores para hacer llegar la denuncia a la Santa Sede.

### Acusaciones de plagio
El 10 de agosto de 2015, el periodista Víctor Caballero (conocido como "Curwen") reveló en el portal Útero.pe que en la columna de opinión de Cipriani publicada el día anterior en el diario El Comercio se copiaban sin citar párrafos escritos por el papa Benedicto XVI. Con posterioridad, tanto el mismo periodista como la revista Caretas identificaron, de un total de 27 columnas de opinión publicadas en aquel diario desde 1990, al menos 7 artículos en que se copiaban sin citar fragmentos de otros autores como Juan Pablo II y Pablo VI. Cipriani explicó inicialmente la ausencia de citado en una carta al director del diario publicada el 12 de agosto señalando que «Lamento que la brevedad del espacio me llevó a omitir las fuentes y reconozco este error». Finalmente, El Comercio anunció que ya no contaría con el cardenal como columnista de opinión, lo que fue lamentado por este. Pocas semanas después, se publicó un pronunciamiento de desagravio a favor de Cipriani denunciando una supuesta campaña de silenciamiento contra él, firmada por numerosos políticos, comunicadores y empresarios conservadores peruanos.

### Declaraciones polémicas
Juan Luis Cipriani suscitó controversia con sus declaraciones, dividiendo la opinión pública, según lo señalado por el medio de comunicación El Comercio:
- En 1994, en una entrevista para la revista Caretas criticó a la Coordinadora Nacional de Derechos Humanos (CNDDHH).[66][67] En dicha entrevista mencionó, ante la pregunta «¿Cuál es su aporte a Ayacucho?», que «Tenemos varios programas de ayuda social y espiritual... He salido al frente de los pobres y de los que han masacrado en esta ciudad. Y durante este trajín no he visto a los de la Coordinadora de Derechos Humanos, esa cojudez...».[67][68][69] En su editorial de 1999, Caretas señaló que «en el período reciente, [él] ha realizado acercamientos a organizaciones de derechos humanos, entidades que anteriormente había cuestionado».[70] Una secretaria de la CNDDHH solicitó al papa Juan Pablo II que hiciera una rectificación de las críticas de Cipriani.[71]
- En 1996, el entonces arzobispo de Ayacucho apoyó la idea que «la noticia es un producto» y debe ser regulada por Indecopi o la Defensoría del Pueblo.[72] Algunos políticos, como el fundador del Partido Socialista Javier Diez Canseco, expresaron rechazo por considerarlo un atentado contra la libertad de expresión.[73]
- Cipriani mostró una postura en contra del apoyo de la Iglesia a la sociedad a base de la teología de la liberación, debido a que «esta nunca hará un análisis marxista de la lucha de clases».[74]
- Además de su postura, tuvo enfrentamiento con el jesuita Luis Bambarén Gastelumendi, obispo emérito de Chimbote, cuando este era presidente de la Conferencia Episcopal Peruana, quien llamó la atención a Cipriani porque cuando fue arzobispo de Ayacucho no atendió las denuncias relacionadas con violaciones a los derechos humanos.[75]
- Según La Nación, Cipriani siempre fue crítico con la Comisión de la Verdad y Reconciliación, cuyo informe denunció la violación de los derechos humanos por parte de las fuerzas del orden.[76]
- Sobre el Museo de la Memoria, Cipriani señaló que no reflejaba un espíritu de reconciliación, sino más bien el punto de vista de uno de los bandos, el 6 de marzo del 2009 declaró, en referencia a que no es pertinente abrir un espacio tan polémico cuando las heridas aún están abiertas, que «no es cristiano, ni ayuda a la reconciliación entre peruanos un Museo de la Memoria».[77]
- En setiembre de 2013, en su programa radial en RPP, al comentar una denuncia penal por presunto abuso sexual infantil contra el exobispo Gabino Miranda Melgarejo, Cipriani sostuvo que "es muy dolorosa una situación de este tipo, pero por otro lado creo que las personas tienen derecho a defenderse".[78] Asimismo, agregó una exhortación a que "no hagamos leña del árbol caído",[78] frase que fue muy criticada por diversos sectores por supuestamente ser contemplativa con la pederastia.
- En 2016, en medio de una defensa de su postura provida y contraria al aborto en todos los casos, afirmó en su programa en RPP que a veces las agresiones sexuales a las mujeres ocurren porque estas "se colocan en un escaparate provocando".[42] La frase tuvo alto impacto y mereció rechazo de diversos sectores, incluyendo a la entonces ministra de la Mujer Ana María Romero-Lozada.[79]

## Obras
- — (1996). Educación familiar, texto escolar.
- — (1999). Testigos vivos de Cristo. Ediciones Rialp. ISBN 978-84-321-3249-0.
- — (1987). Conoce tus derechos: Catecismo de doctrina social. Ateneo Latinoamericano de Estudios Políticos y Sociales.
- — (2003). Amar con obras. Realidades.
- — (2006). Concilio Vaticano II: perspectivas para el tercer milenio. Vida y Espiritualidad. ISBN 9789972212154.
- — (2006). Hacia una nación con valores. Oraciones patrióticas del Cardenal Juan Luis Cipriani Thorne en fiestas patrias (2000-2006). Realidades.
- — (2012). Doy Fe : Un testimonio sobre la crisis de los rehenes en la residencia del embajador del Japón. Editorial Planeta. ISBN 9786124151064.

- — (2016). Semillas - Reflexiones a la luz de la doctrina social. Editorial Planeta.
- — (2016). Los cinco santos del Perú. Arzobispado de Lima y Telefónica.

## Distinciones
| Universidad / Institución                       | Fecha                   | Reconocimiento otorgado                                              | Ref.                    |
| Doctorado honoris causa                         | Doctorado honoris causa | Doctorado honoris causa                                              | Doctorado honoris causa |
| ----------------------------------------------- | ----------------------- | -------------------------------------------------------------------- | ----------------------- |
| Universidad Nacional de Ingeniería              | 2000                    | Doctorado honoris causa                                              | [ 80 ]                  |
| Universidad Inca Garcilaso de la Vega           | 2008                    | Doctorado honoris causa                                              | [ 80 ]                  |
| Universidad Católica Santo Toribio de Mogrovejo | 2009                    | Doctorado honoris causa en Ciencias de la Salud, mención en Bioética | [ 80 ]                  |
| Universidad Inca Garcilaso de la Vega           | 27 de noviembre de 2012 | Doctorado honoris causa en Educación                                 | [ 81 ] [ 3 ]            |
| Universidad San Ignacio de Loyola               | 20 de abril de 2017     | Doctorado honoris causa                                              | [ 82 ]                  |
| Universidad de San Martín de Porres             | 11 de octubre de 2018   | Doctorado honoris causa                                              | [ 83 ]                  |
| Otros reconocimientos                           |                         |                                                                      |                         |
| Gobierno del Perú                               | 9 de enero de 2009      | Orden El Sol del Perú                                                | [ 84 ] [ 85 ]           |
| Municipalidad Metropolitana de Lima             | 30 de enero de 2009     | Medalla de Lima                                                      | [ 86 ]                  |
| Congreso de la República del Perú               | 2018                    | Medalla de Honor, en grado de Gran Cruz                              | [ 87 ]                  |
| Municipalidad Metropolitana de Lima             | 7 de enero de 2025      | Medalla Orden al Mérito Municipal, en grado de Gran Cruz             | [ 88 ] [ 47 ]           |

## Ancestros
| \| \| \| \| \| \| \| \| \| \| \| \| \| \| \| \| \| \| \| \| 8. Torello Cipriani Guasti do Prato \| \| \| \| \| \| \| \| \| \| \| \| \| \| \| \| \| \| \| \| \| \| \| \| \| \| \| \| \| \| \| \| \| \| \| \| \| \| \| \| \| \| \| \| \| \| \| \| \| \| \| \| \| \| 4. Juan Alberto Cipriani Guzmán \| \| \| \| \| \| \| \| \| \| \| \| \| \| \| \| \| \| \| \| \| \| \| \| \| \| \| \| \| \| \| \| \| \| \| \| \| \| \| \| \| \| \| \| \| \| \| \| \| \| \| \| \| \| 18. Juan Pablo Guzmán Plaza \| \| \| \| \| \| \| \| \| \| \| \| \| \| \| \| \| \| \| \| \| \| \| \| \| \| \| \| \| \| \| \| \| \| \| \| \| \| \| \| \| \| \| \| \| \| \| \| \| \| \| \| \| \| 9. Enriqueta Guzmán y Bazo \| \| \| \| \| \| \| \| \| \| \| \| \| \| \| \| \| \| \| \| \| \| \| \| \| \| \| \| \| \| \| \| \| \| \| \| \| \| \| \| \| \| \| \| \| \| \| \| \| \| \| \| \| \| 19. Francisca Bazo \| \| \| \| \| \| \| \| \| \| \| \| \| \| \| \| \| \| \| \| \| \| \| \| \| \| \| \| \| \| \| \| \| \| \| \| \| \| \| \| \| \| \| \| \| \| \| \| \| \| \| \| \| \| 2. Enrique Cipriani Vargas \| \| \| \| \| \| \| \| \| \| \| \| \| \| \| \| \| \| \| \| \| \| \| \| \| \| \| \| \| \| \| \| \| \| \| \| \| \| \| \| \| \| \| \| \| \| \| \| \| \| \| \| \| \| 20. Isidro Vargas \| \| \| \| \| \| \| \| \| \| \| \| \| \| \| \| \| \| \| \| \| \| \| \| \| \| \| \| \| \| \| \| \| \| \| \| \| \| \| \| \| \| \| \| \| \| \| \| \| \| \| \| \| \| 10. Manuel Nemesio Vargas Valdivieso \| \| \| \| \| \| \| \| \| \| \| \| \| \| \| \| \| \| \| \| \| \| \| \| \| \| \| \| \| \| \| \| \| \| \| \| \| \| \| \| \| \| \| \| \| \| \| \| \| \| \| \| \| \| 21. Santos Valdivieso \| \| \| \| \| \| \| \| \| \| \| \| \| \| \| \| \| \| \| \| \| \| \| \| \| \| \| \| \| \| \| \| \| \| \| \| \| \| \| \| \| \| \| \| \| \| \| \| \| \| \| \| \| \| 5. Renée Vargas Ugarte \| \| \| \| \| \| \| \| \| \| \| \| \| \| \| \| \| \| \| \| \| \| \| \| \| \| \| \| \| \| \| \| \| \| \| \| \| \| \| \| \| \| \| \| \| \| \| \| \| \| \| \| \| \| 22. Cosme de Ugarte \| \| \| \| \| \| \| \| \| \| \| \| \| \| \| \| \| \| \| \| \| \| \| \| \| \| \| \| \| \| \| \| \| \| \| \| \| \| \| \| \| \| \| \| \| \| \| \| \| \| \| \| \| \| 11. Josefina Ugarte Ramos \| \| \| \| \| \| \| \| \| \| \| \| \| \| \| \| \| \| \| \| \| \| \| \| \| \| \| \| \| \| \| \| \| \| \| \| \| \| \| \| \| \| \| \| \| \| \| \| \| \| \| \| \| \| 23. Edelmira Ramos \| \| \| \| \| \| \| \| \| \| \| \| \| \| \| \| \| \| \| \| \| \| \| \| \| \| \| \| \| \| \| \| \| \| \| \| \| \| \| \| \| \| \| \| \| \| \| \| \| \| \| \| \| \| 1. Juan Luis Cipriani Thorne \| \| \| \| \| \| \| \| \| \| \| \| \| \| \| \| \| \| \| \| \| \| \| \| \| \| \| \| \| \| \| \| \| \| \| \| \| \| \| \| \| \| \| \| \| \| \| \| \| \| \| \| \| \| 24. Rollin Thorne Mc'Quillan \| \| \| \| \| \| \| \| \| \| \| \| \| \| \| \| \| \| \| \| \| \| \| \| \| \| \| \| \| \| \| \| \| \| \| \| \| \| \| \| \| \| \| \| \| \| \| \| \| \| \| \| \| \| 12. Rollin Thorne Eyzaguirre \| \| \| \| \| \| \| \| \| \| \| \| \| \| \| \| \| \| \| \| \| \| \| \| \| \| \| \| \| \| \| \| \| \| \| \| \| \| \| \| \| \| \| \| \| \| \| \| \| \| \| \| \| \| 25. Manuela Eyzaguirre y Lamarca \| \| \| \| \| \| \| \| \| \| \| \| \| \| \| \| \| \| \| \| \| \| \| \| \| \| \| \| \| \| \| \| \| \| \| \| \| \| \| \| \| \| \| \| \| \| \| \| \| \| \| \| \| \| 6. Rollin Thorne Sologuren \| \| \| \| \| \| \| \| \| \| \| \| \| \| \| \| \| \| \| \| \| \| \| \| \| \| \| \| \| \| \| \| \| \| \| \| \| \| \| \| \| \| \| \| \| \| \| \| \| \| \| \| \| \| 26. José Sologuren \| \| \| \| \| \| \| \| \| \| \| \| \| \| \| \| \| \| \| \| \| \| \| \| \| \| \| \| \| \| \| \| \| \| \| \| \| \| \| \| \| \| \| \| \| \| \| \| \| \| \| \| \| \| 13. Sara Sologuren Bernuy \| \| \| \| \| \| \| \| \| \| \| \| \| \| \| \| \| \| \| \| \| \| \| \| \| \| \| \| \| \| \| \| \| \| \| \| \| \| \| \| \| \| \| \| \| \| \| \| \| \| \| \| \| \| 27. Josefa Bernuy Delgado \| \| \| \| \| \| \| \| \| \| \| \| \| \| \| \| \| \| \| \| \| \| \| \| \| \| \| \| \| \| \| \| \| \| \| \| \| \| \| \| \| \| \| \| \| \| \| \| \| \| \| \| \| \| 3. Isabel Thorne Larrabure \| \| \| \| \| \| \| \| \| \| \| \| \| \| \| \| \| \| \| \| \| \| \| \| \| \| \| \| \| \| \| \| \| \| \| \| \| \| \| \| \| \| \| \| \| \| \| \| \| \| \| \| \| \| 28. Marcel Eugène Larrabure Domestoy \| \| \| \| \| \| \| \| \| \| \| \| \| \| \| \| \| \| \| \| \| \| \| \| \| \| \| \| \| \| \| \| \| \| \| \| \| \| \| \| \| \| \| \| \| \| \| \| \| \| \| \| \| \| 14. Eugenio Larrabure y Unanue \| \| \| \| \| \| \| \| \| \| \| \| \| \| \| \| \| \| \| \| \| \| \| \| \| \| \| \| \| \| \| \| \| \| \| \| \| \| \| \| \| \| \| \| \| \| \| \| \| \| \| \| \| \| 29. Rosa María Michaela Unanue y de la Cuba \| \| \| \| \| \| \| \| \| \| \| \| \| \| \| \| \| \| \| \| \| \| \| \| \| \| \| \| \| \| \| \| \| \| \| \| \| \| \| \| \| \| \| \| \| \| \| \| \| \| \| \| \| \| 7. María Isabel Larrabure y Correa \| \| \| \| \| \| \| \| \| \| \| \| \| \| \| \| \| \| \| \| \| \| \| \| \| \| \| \| \| \| \| \| \| \| \| \| \| \| \| \| \| \| \| \| \| \| \| \| \| \| \| \| \| \| 30. Cipriano Miguel Correa y Moreno \| \| \| \| \| \| \| \| \| \| \| \| \| \| \| \| \| \| \| \| \| \| \| \| \| \| \| \| \| \| \| \| \| \| \| \| \| \| \| \| \| \| \| \| \| \| \| \| \| \| \| \| \| \| 15. María Rosa Correa y Veyán \| \| \| \| \| \| \| \| \| \| \| \| \| \| \| \| \| \| \| \| \| \| \| \| \| \| \| \| \| \| \| \| \| \| \| \| \| \| \| \| \| \| \| \| \| \| \| \| \| \| \| \| \| \| 31. Rosa Veyan y Macho \| \| \| \| \| \| \| \| \| \| \| \| \| \| \| \| \| \| \| \| \| \| \| \| \| \| \| \| \| \| \| \| \| \| \| \| \| \| \| \| \| \| \| \| \| \| \| \| \| \| \| \| |                                             |  |  |  |  |  |  |  |  |  |  |  |  |  |  |  |
| |                                             |  |  |  |  |  |  |  |  |  |  |  |  |  |  |  |
| | 8. Torello Cipriani Guasti do Prato         |  |  |  |  |  |  |  |  |  |  |  |  |  |  |  |
| |                                             |  |  |  |  |  |  |  |  |  |  |  |  |  |  |  |
| |                                             |  |  |  |  |  |  |  |  |  |  |  |  |  |  |  |
| | 4. Juan Alberto Cipriani Guzmán             |  |  |  |  |  |  |  |  |  |  |  |  |  |  |  |
| |                                             |  |  |  |  |  |  |  |  |  |  |  |  |  |  |  |
| |                                             |  |  |  |  |  |  |  |  |  |  |  |  |  |  |  |
| | 18. Juan Pablo Guzmán Plaza                 |  |  |  |  |  |  |  |  |  |  |  |  |  |  |  |
| |                                             |  |  |  |  |  |  |  |  |  |  |  |  |  |  |  |
| |                                             |  |  |  |  |  |  |  |  |  |  |  |  |  |  |  |
| | 9. Enriqueta Guzmán y Bazo                  |  |  |  |  |  |  |  |  |  |  |  |  |  |  |  |
| |                                             |  |  |  |  |  |  |  |  |  |  |  |  |  |  |  |
| |                                             |  |  |  |  |  |  |  |  |  |  |  |  |  |  |  |
| | 19. Francisca Bazo                          |  |  |  |  |  |  |  |  |  |  |  |  |  |  |  |
| |                                             |  |  |  |  |  |  |  |  |  |  |  |  |  |  |  |
| |                                             |  |  |  |  |  |  |  |  |  |  |  |  |  |  |  |
| | 2. Enrique Cipriani Vargas                  |  |  |  |  |  |  |  |  |  |  |  |  |  |  |  |
| |                                             |  |  |  |  |  |  |  |  |  |  |  |  |  |  |  |
| |                                             |  |  |  |  |  |  |  |  |  |  |  |  |  |  |  |
| | 20. Isidro Vargas                           |  |  |  |  |  |  |  |  |  |  |  |  |  |  |  |
| |                                             |  |  |  |  |  |  |  |  |  |  |  |  |  |  |  |
| |                                             |  |  |  |  |  |  |  |  |  |  |  |  |  |  |  |
| | 10. Manuel Nemesio Vargas Valdivieso        |  |  |  |  |  |  |  |  |  |  |  |  |  |  |  |
| |                                             |  |  |  |  |  |  |  |  |  |  |  |  |  |  |  |
| |                                             |  |  |  |  |  |  |  |  |  |  |  |  |  |  |  |
| | 21. Santos Valdivieso                       |  |  |  |  |  |  |  |  |  |  |  |  |  |  |  |
| |                                             |  |  |  |  |  |  |  |  |  |  |  |  |  |  |  |
| |                                             |  |  |  |  |  |  |  |  |  |  |  |  |  |  |  |
| | 5. Renée Vargas Ugarte                      |  |  |  |  |  |  |  |  |  |  |  |  |  |  |  |
| |                                             |  |  |  |  |  |  |  |  |  |  |  |  |  |  |  |
| |                                             |  |  |  |  |  |  |  |  |  |  |  |  |  |  |  |
| | 22. Cosme de Ugarte                         |  |  |  |  |  |  |  |  |  |  |  |  |  |  |  |
| |                                             |  |  |  |  |  |  |  |  |  |  |  |  |  |  |  |
| |                                             |  |  |  |  |  |  |  |  |  |  |  |  |  |  |  |
| | 11. Josefina Ugarte Ramos                   |  |  |  |  |  |  |  |  |  |  |  |  |  |  |  |
| |                                             |  |  |  |  |  |  |  |  |  |  |  |  |  |  |  |
| |                                             |  |  |  |  |  |  |  |  |  |  |  |  |  |  |  |
| | 23. Edelmira Ramos                          |  |  |  |  |  |  |  |  |  |  |  |  |  |  |  |
| |                                             |  |  |  |  |  |  |  |  |  |  |  |  |  |  |  |
| |                                             |  |  |  |  |  |  |  |  |  |  |  |  |  |  |  |
| | 1. Juan Luis Cipriani Thorne                |  |  |  |  |  |  |  |  |  |  |  |  |  |  |  |
| |                                             |  |  |  |  |  |  |  |  |  |  |  |  |  |  |  |
| |                                             |  |  |  |  |  |  |  |  |  |  |  |  |  |  |  |
| | 24. Rollin Thorne Mc'Quillan                |  |  |  |  |  |  |  |  |  |  |  |  |  |  |  |
| |                                             |  |  |  |  |  |  |  |  |  |  |  |  |  |  |  |
| |                                             |  |  |  |  |  |  |  |  |  |  |  |  |  |  |  |
| | 12. Rollin Thorne Eyzaguirre                |  |  |  |  |  |  |  |  |  |  |  |  |  |  |  |
| |                                             |  |  |  |  |  |  |  |  |  |  |  |  |  |  |  |
| |                                             |  |  |  |  |  |  |  |  |  |  |  |  |  |  |  |
| | 25. Manuela Eyzaguirre y Lamarca            |  |  |  |  |  |  |  |  |  |  |  |  |  |  |  |
| |                                             |  |  |  |  |  |  |  |  |  |  |  |  |  |  |  |
| |                                             |  |  |  |  |  |  |  |  |  |  |  |  |  |  |  |
| | 6. Rollin Thorne Sologuren                  |  |  |  |  |  |  |  |  |  |  |  |  |  |  |  |
| |                                             |  |  |  |  |  |  |  |  |  |  |  |  |  |  |  |
| |                                             |  |  |  |  |  |  |  |  |  |  |  |  |  |  |  |
| | 26. José Sologuren                          |  |  |  |  |  |  |  |  |  |  |  |  |  |  |  |
| |                                             |  |  |  |  |  |  |  |  |  |  |  |  |  |  |  |
| |                                             |  |  |  |  |  |  |  |  |  |  |  |  |  |  |  |
| | 13. Sara Sologuren Bernuy                   |  |  |  |  |  |  |  |  |  |  |  |  |  |  |  |
| |                                             |  |  |  |  |  |  |  |  |  |  |  |  |  |  |  |
| |                                             |  |  |  |  |  |  |  |  |  |  |  |  |  |  |  |
| | 27. Josefa Bernuy Delgado                   |  |  |  |  |  |  |  |  |  |  |  |  |  |  |  |
| |                                             |  |  |  |  |  |  |  |  |  |  |  |  |  |  |  |
| |                                             |  |  |  |  |  |  |  |  |  |  |  |  |  |  |  |
| | 3. Isabel Thorne Larrabure                  |  |  |  |  |  |  |  |  |  |  |  |  |  |  |  |
| |                                             |  |  |  |  |  |  |  |  |  |  |  |  |  |  |  |
| |                                             |  |  |  |  |  |  |  |  |  |  |  |  |  |  |  |
| | 28. Marcel Eugène Larrabure Domestoy        |  |  |  |  |  |  |  |  |  |  |  |  |  |  |  |
| |                                             |  |  |  |  |  |  |  |  |  |  |  |  |  |  |  |
| |                                             |  |  |  |  |  |  |  |  |  |  |  |  |  |  |  |
| | 14. Eugenio Larrabure y Unanue              |  |  |  |  |  |  |  |  |  |  |  |  |  |  |  |
| |                                             |  |  |  |  |  |  |  |  |  |  |  |  |  |  |  |
| |                                             |  |  |  |  |  |  |  |  |  |  |  |  |  |  |  |
| | 29. Rosa María Michaela Unanue y de la Cuba |  |  |  |  |  |  |  |  |  |  |  |  |  |  |  |
| |                                             |  |  |  |  |  |  |  |  |  |  |  |  |  |  |  |
| |                                             |  |  |  |  |  |  |  |  |  |  |  |  |  |  |  |
| | 7. María Isabel Larrabure y Correa          |  |  |  |  |  |  |  |  |  |  |  |  |  |  |  |
| |                                             |  |  |  |  |  |  |  |  |  |  |  |  |  |  |  |
| |                                             |  |  |  |  |  |  |  |  |  |  |  |  |  |  |  |
| | 30. Cipriano Miguel Correa y Moreno         |  |  |  |  |  |  |  |  |  |  |  |  |  |  |  |
| |                                             |  |  |  |  |  |  |  |  |  |  |  |  |  |  |  |
| |                                             |  |  |  |  |  |  |  |  |  |  |  |  |  |  |  |
| | 15. María Rosa Correa y Veyán               |  |  |  |  |  |  |  |  |  |  |  |  |  |  |  |
| |                                             |  |  |  |  |  |  |  |  |  |  |  |  |  |  |  |
| |                                             |  |  |  |  |  |  |  |  |  |  |  |  |  |  |  |
| | 31. Rosa Veyan y Macho                      |  |  |  |  |  |  |  |  |  |  |  |  |  |  |  |
| |                                             |  |  |  |  |  |  |  |  |  |  |  |  |  |  |  |
| |                                             |  |  |  |  |  |  |  |  |  |  |  |  |  |  |  |